# Jyothi Yarraji
Jyothi Yarraji, née le 28 août 1999 à Visakhapatnam, est une athlète indienne spécialiste du sprint et du 100 m haies.

## Biographie
En 2022, Jyothi Yarraji bat le record d'Inde du 100 m haies en 13 s 23 à Limassol. Elle avait déjà remporté la Federation Cup en 13 s 09, mais avec un vent légèrement trop favorable (2,1 m/s). En 2020 elle avait couru en 13 s 03, mais en l'absence de contrôle antidopage la performance n'avait pas été reconnue comme record d'Inde. En fin de saison elle descend pour la première fois de sa carrière sous les 13 s en réalisant 12 s 82 à Bangalore, un nouveau record.
Médaillée d'argent du 60 mètres haies lors des championnats d'Asie en salle 2023, elle remporte plus tard dans la saison deux médailles lors des championnats d'Asie en plein air : l'or sur 100 mètres haies et l'argent sur 200 mètres. Elle ramène le bronze des Universiades, avec un nouveau record à 12 s 78.

### Palmarès
| Date | Compétition                  | Lieu     | Résultat | Épreuve     | Marque  |
| ---- | ---------------------------- | -------- | -------- | ----------- | ------- |
| 2023 | Championnats d'Asie en salle | Astana   | 2e       | 60 m haies  | 8 s 13  |
| 2023 | Championnats d'Asie          | Bangkok  | 1re      | 100 m haies | 12 s 98 |
| 2023 | Championnats d'Asie          | Bangkok  | 2e       | 200 m       | 23 s 13 |
| 2023 | Universiades                 | Chengdu  | 3e       | 100 m haies | 12 s 78 |
| 2023 | Jeux asiatiques              | Hangzhou | 2e       | 100 m haies | 12 s 91 |

### Records
| Épreuve     | Performance  | Lieu              | Date                    |
| ----------- | ------------ | ----------------- | ----------------------- |
| 100 m       | 11 s 45      | Gujarat           | 30 septembre 2022       |
| 200 m       | 23 s 13      | Bangkok           | 16 juillet 2023         |
| 100 m haies | 12 s 78 (NR) | Chengdu Jyväskylä | 4 août 2023 22 mai 2024 |